# 国鉄3060形蒸気機関車

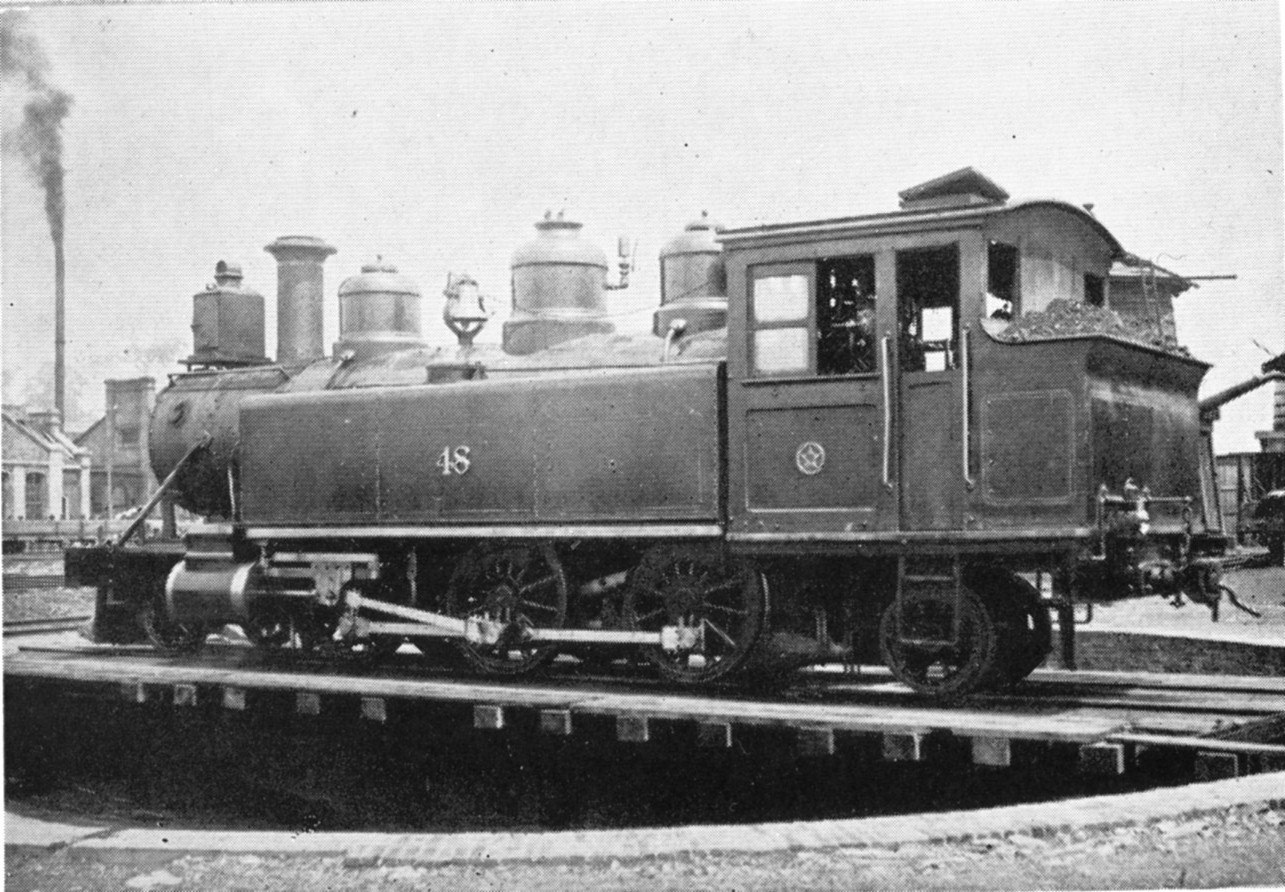
北海道炭礦鉄道 48（後の鉄道院 3061）

3060形は、かつて日本国有鉄道の前身である鉄道院・鉄道省に在籍したタンク式蒸気機関車である。

## 概要
元は、北海道炭礦鉄道が1898年（明治31年）にアメリカ合衆国のボールドウィン・ロコモティブ・ワークスから3両（製造番号15654 - 15656）を輸入したタンク機関車で、当初はJ形（47 - 49）と称し、後にチ形に改められた。1906年（明治39年）に北海道炭礦鉄道が国有化されたのにともない、官設鉄道籍を得たものである。国有化を受けて1909年（明治42年）に実施された鉄道院の車両称号規程では、3060形（3060 - 3062）に改番された。
ボールドウィン社内における種別呼称は、10-26 1/4D、車軸配置は2-6-2(1C1)で2気筒単式の飽和式で、同じくボールドウィン製で同一規格の旧参宮鉄道の3050形とは、水タンクの容量が異なり、サイドタンクがやや小型であった程度で酷似した外観となっている。
北海道炭礦鉄道では手宮付近で、国有化後は旭川、岩見沢、滝川で使用された。1926年（大正15年）には東部鉄道管理局へ転属し、足尾線で使用され、1933年（昭和8年）には、休車ながら桐生と大宮に所属していたことが確認されている。3両とも1934年（昭和9年）8月に廃車され、そのうちの3061は片上鉄道に譲渡されて、同社の7となり、太平洋戦争後まで使用された。同機は1951年（昭和26年）7月に岡山臨港鉄道の開業用として譲渡され、同番号のまま唯一の蒸気機関車として使用されたが、1953年（昭和28年）に廃車解体された。

## 主要諸元
- 全長 : 10,503mm
- 全高 : 3,759mm
- 全幅 : 2,464mm
- 軌間 : 1,067mm
- 車軸配置 : 2-6-2(1C1)
- 動輪直径 : 1,219mm
- 弁装置 : スチーブンソン式アメリカ型

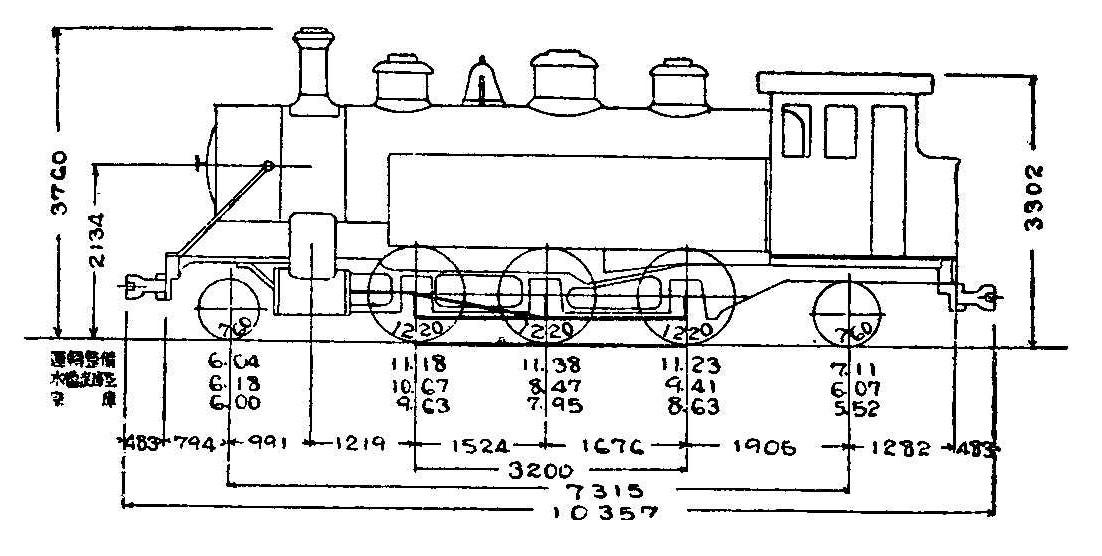
形式図

- シリンダー（直径×行程） : 406mm×610mm
- ボイラー圧力 : 9.8kg/cm2
- 火格子面積 : 1.70m2
- 全伝熱面積 : 97.2m2
  - 煙管蒸発伝熱面積 : 81.4m2
  - 火室蒸発伝熱面積 : 15.8m2
- ボイラー水容量 : 3.2m3
- 小煙管（直径×長サ×数） : 51mm×3,019mm×169本
- 機関車運転整備重量 : 46.94t
- 機関車空車重量 : 37.73t
- 機関車動輪上重量（運転整備時） : 33.79t
- 機関車動輪軸重（第2動輪上） : 11.38t
- 水タンク容量 : 4.2m3
- 燃料積載量 : 1.45t
- 機関車性能
  - シリンダ引張力 : 6,300kg
- ブレーキ装置：手ブレーキ、蒸気ブレーキ